# Regierungsbezirk Minden
Regierungsbezirk Minden (Westfalia de Est) a fost o regiune administrativă germană de tip Regierungsbezirk între anii 1815 - 1947. A fost situată în estul landului actual Renania de Nord - Westfalia. Regiunea a aparținut cel mai mult timp de Provincia Westfalen, o provincie prusacă, și avea capitala în orașul Minden. În următorii ani a devenit Regiunea administrativă Detmold.

## Creșterea populației în regiune
| Anul | Locuitori |
| ---- | --------- |
| 1816 | 336.033   |
| 1819 | 340.797   |
| 1822 | 356.861   |
| 1825 | 369.204   |
| 1828 | 383.419   |
| 1831 | 389.758   |
| 1834 | 402.471   |
| 1837 | 412.587   |

| Anul           | Locuitori |
| -------------- | --------- |
| 1840           | 437.463   |
| 1843           | 447.812   |
| 1846           | 455.571   |
| 1849           | 459.954   |
| 1852           | 468.277   |
| 1855           | 458.346   |
| 1858           | 455.912   |
| 1861 (3. Dez.) | 465.165   |

| Anul           | Locuitori |
| -------------- | --------- |
| 1864           | 475.457   |
| 1867 (3. Dez.) | 477.152   |
| 1871 (1. Dez.) | 473.555   |
| 1880 (1. Dez.) | 504.657   |
| 1885 (1. Dez.) | 520.617   |
| 1890 (1. Dez.) | 549.709   |
| 1895 (1. Dez.) | 586.130   |
| 1900 (1. Dez.) | 636.875   |

| Anul            | Locuitori |
| --------------- | --------- |
| 1905 (1. Dez.)  | 687.084   |
| 1910 (1. Dez.)  | 736.128   |
| 1925 (16. Juni) | 806.571   |
| 1933 (16. Juni) | 871.767   |
| 1939 (17. Mai)  | 928.655   |
| 1946 (29. Okt.) | 1.135.302 |

## Structura administrativă cu districtele regiunii

Structura administrativă între 1817–1831

### 1816
1. Bielefeld
2. Brakel
3. Bünde
4. Büren
5. Halle
6. Herford (1816–1968)
7. Höxter (1816–1974)
8. Minden
9. Paderborn (1816–1974)
10. Rahden
11. Warburg
12. Wiedenbrück

Intre anii 1816 - 1817 exista orașul district Minden, care a fost după ca. un an integrat în district.

Structura administrativă între 1832–1947

### 1947
1. Bielefeld
2. Büren
3. Halle
4. Herford (1816–1968)
5. Höxter (1816–1974)
6. Lübbecke
7. Minden
8. Paderborn (1816–1974)
9. Warburg
10. Wiedenbrück